# Iwanna Błażkewycz

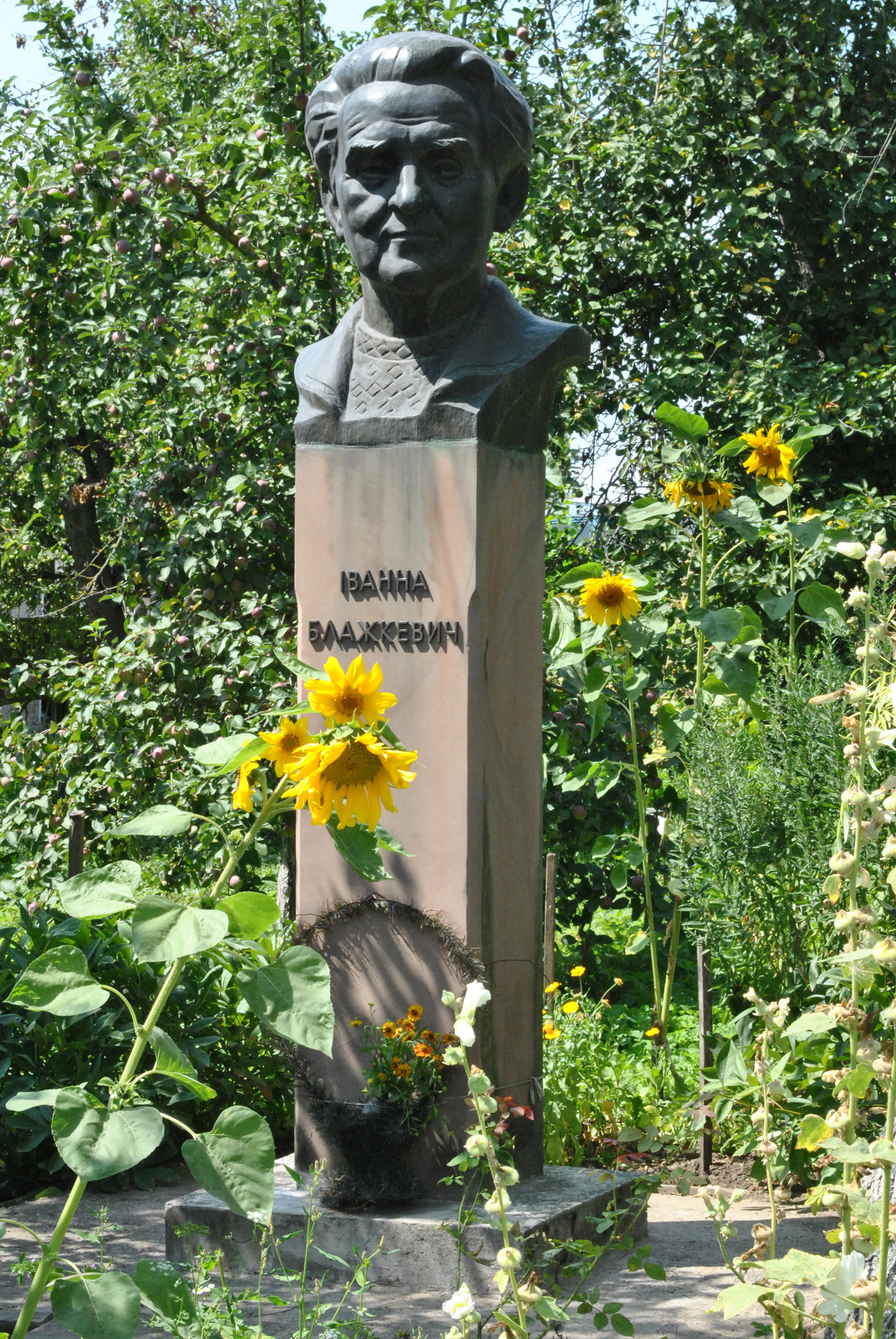
pomnik Iwanny Błażkewycz w Denysowie

Iwanna Omelianiwna Błażkewycz z domu Borodijewycz (ukr. Іва́нна Омеля́нівна Блажке́вич, ur. 9 października 1886 w Denysowie, zm. 2 września 1977 tamże) – ukraińska pisarka i działaczka społeczna.

## Życiorys
Pochodziła z rodziny nauczyciela. Jej matka była z pochodzenia Polką, ale identyfikowała się jako Ukrainka. W 1904 założyła w Denysowie Kółko Ukraińskich Dziewcząt zajmujące się upowszechnianiem ukraińskiej literatury. W latach 1904–1939 należała do Towarzystwa Proswita. W czasie I wojny światowej w zastępstwie męża Iwana zarządzała szkołą w Załukwi. Jednocześnie kierowała oddziałem Silśkego Hospodara, spółdzielnią „Samopoc”, czytelnią i komitetem pomocy powracającym z zesłania. W 1920 ukończyła zaocznie seminarium nauczycielskie we Lwowie. Pracowała przez wiele lat jako nauczycielka i przedszkolanka w różnych miejscowościach województwa tarnopolskiego i stanisławowskiego. W 1928 startowała do Sejmu z listy Ukraińskiej Partii Socjalistyczno-Radykalnej. W czasie kampanii wyborczej zmarły jej małoletnie dwie córki Luba i Sofia. O ich otrucie oskarżyła w swoich wspomnieniach polskich przeciwników politycznych, którzy wysyłali jej też listy z pogróżkami. W 1936 została dyrektorką powiatowego związku spółdzielczego w Tarnopolu. W 1938 została poddana chłoście w czasie pacyfikacji Małopolski Wschodniej. We wrześniu 1939 została deputowaną do Zgromadzenia Ludowego Zachodniej Ukrainy. W latach 1941–1943 była dyrektorką szkoły gospodarstwa wiejskiego w Denysowie, pomogła wielu Ukraińcom uniknąć wywózki na roboty przymusowe do Niemiec. W 1963 została przyjęta do Związku Pisarzy USRR.
Jest autorką książek Swatyj Mykołaj u 1920 roci, Taras u diaka i Diło w czest’ Tarasa (obie o Tarasie Szewczence), Iwaś-charakternik (o Iwanie Franko), Myła knyżeczka, Puszystyj korol, W mamym deń i Opowidania oraz zbiorów wierszy Podolianoczka, Pryletili leleki (Przyleciały bociany), Czy je w switi szto switlisze? (Czy jest na świecie coś jaśniejszego) i Pryletiła łastiwka (Przyleciała jaskółka). Zbierała ludowe pieśni i aforyzmy. Zainicjowała powstanie w Denysowie muzeum krajoznawczego.
W 1988 w Denysowie odsłonięto jej pomnik dłuta Iwana Mularczuka. Jej dom w Denysowie zamieniono na muzeum. W 1993 została patronką nagrody literackiej ufundowanej przez tarnopolską prasę, która od 2002 ma status oficjalnej nagrody obwodu i jest przyznawana przez tarnopolski oddział Ukraińskiej Akademii Nauk.